# Comédie de cape et d'épée
La Comédie de cape et d’épée est un genre dramatique fidèlement adapté de la comedia de capa y espada espagnole. 

## Auteurs notables
- d'Ouville (L'Esprit folet, La Dame suivante)
- Scarron (Jodelet ou le Valet maître, Le Gardien de soy-mesme)
- Thomas Corneille (L'Amour à la mode, Le Geolier de soy-mesme)
- Boisrobert (La Jalouse d'elle mesme, La Folle Gageure)